# Уррака Енрікіш
Урра́ка Енрі́кіш (порт. Urraca Henriques; 1095/1097 — 1173) — португальська інфанта. Представниця португальського Бургундського дому. Народилася в Гімарайші, Португалія. Старша донька португальського графа Генріха Бургундського й Терези Леонської, позашлюбної дочки кастильсько-леонського короля Альфонсо VI. Сестра португальського короля Афонсу I. 1122 року одружилася із галісійським магнатом Бермудо Пересом де Трабою, сином Педро де Траби від його першої дружини Урраки Фройлас. 25 липня того ж року отримала маєтності у селі Ногейроса (порт. Nogueirosa) біля містечка Понтедеуме, Галісія, де 1148 року, з дозволу чоловіка, монастир святого Юста Токсоського звів жіночу обитель святої Марії. 1150 року надала монастирю і його абату землі в обмін на майбутнє допущення до чернецтва в цій обителі. З 1160 року жила без чоловіка, який став послушником монастиря святої Марії де Собрадо, збудованого його предками, і помер там 1168 року в 80-річному віці. Ймовірно, так само 1160 року, як і чоловік, прийняла чернецтво в жіночому монастиря Ногейроси. Померла 1173 року в цьому монастирі, похована у монастирській церкві святої Марії. Також — Урра́ка Португа́льська, 

## Сім'я
- Батько: Генріх Бургундський (1066–1112) — граф Португалії (1096–1112).
- Мати: Тереза Леонська (1083—1130), позашлюбна донька кастильсько-леонського короля Альфонсо VI.
- Брати: 
  - Енріке (1106—1110) — португальський інфант; помер у дитячому віці.
  - Афонсу I (1109—1185) — граф Португалії (1112—1139), перший король Португалії (1139—1185).
- Сестри: 
  - Санша (1097—1163) — португальська інфанта.
  - Тереза (1098) — португальська інфанта; померла в дитячому віці
- Чоловік (з 1122): Бермудо Перес де Траба, галійсійський магнат:[9][10].
- Діти:
  - Фернандо (Fernando Bermudes de Trava; ?—1161)[11]
  - Уррака Старша (Urraca Bermudes de Trava "a Maior"; ?—?) — черниця і абатиса монастиря де Касас[11].
  - Суеро (Suero Bermudes de Trava; ?—1169) — граф; похований у монастирі святої Марії де Собрадо[12].
  - Тереза (Teresa Bermudes de Trava; ?—1219) ∞ Фернандо Аріас (?—1204), галісійський вельможа; похована в монастирі святої Марії де Собрадо[13].
  - Санча (Sancha Bermudes de Trava; ?—1208) ∞ Соейро Вієгас де Ріба Доуро, португальський вельможа; народила Лоренсо Соареса, чоловіка Урраки, позашлюбної доньки португальського короля Саншу I[14][15].
  - Уррака Молодша (Urraca Bermudes de Trava "a Menor"; ?— листопад 1196) ∞ Педро Белтран; народила Фернандо і Ельвіру.